# メルビル湾
メルビル湾 (メルビルわん、英語: Melville Bay) (グリーンランド語: Qimusseriarsuaq)は、グリーンランドの北西にある湾。南側にはウペルナビク諸島を構成する島々があり、湾全体はバフィン湾を望む。

## 概要
グリーンランド語での名称「Qimusseriarsuaq」は、「偉大なる犬ぞりの土地」という意味である。

## 地理
メルビル湾は、北側をヨーク岬(Cape York)、南側をウィルコックスヘッドというキルタッシュア島の西端の岬によって区切られている。メルビル湾には、ウペルナビク島, キルタッシュア島, en:Kullorsuaq Island, en:Saarlia Island and en:Saqqarlersuaq Islandといったウペルナビク諸島の一部を構成する島々が存在する。
|  |  |

## 歴史
19世紀頃は、メルビル湾は捕鯨の場として重要であった。
|  |  |